# Kevin Kunnert
Kevin Robert Kunnert (Dubuque, Iowa, 11 de noviembre de 1951) es un exjugador de baloncesto estadounidense que jugó 9 temporadas en la NBA. Con 2,13 metros de altura, lo hacía en la posición de pívot.

## Trayectoria deportiva

### Universidad
Jugó durante cuatro temporadas con los Hawkeyes de la Universidad de Iowa, en las que promedió 15,9 puntos y 12,7 rebotes por partido. En sus dos últimas temporadas en el equipo fue elegido como mejor jugador de la Big Ten Conference.

### Profesional
Fue elegido en la duodécima posición del Draft de la NBA de 1973 por Chicago Bulls, y también por los San Antonio Spurs en la primera ronda del draft de la ABA, pero sin embargo acabó siendo traspasado a los Buffalo Braves, junto con Garfield Heard a cambio de John Hummer y una futura ronda del draft. No encontró hueco en un equipo que contaba con Bob McAdoo y Bob Kauffman jugando en su misma posición, disponiendo de menos de 9 minutos por encuentro, en los que promedió 2,8 puntos y 2,7 rebotes, antes de ser traspasado mediada la temporada junto con Dave Wohl a Houston Rockets, a cambio de Matt Guokas y Jack Marin.
Tras unos primeros partidos de adaptación, pronto encontró un sitio en el cinco inicial de los Rockets, siendo su mejor temporada la temporada 1975-76, en la que promedió 12,9 puntos y 9,8 rebotes por partido, y acabando entre los diez máximos reboteadores ofensivos de la liga.
En su última temporada con el equipo fue uno de los protagonistas d la que está considerada una de las mayores tanganas en una pista de la NBA. El 9 de diciembre de 1977, el un partido disputado en el Great Western Forum entre Los Angeles Lakers y los Rockets, tuvo un encontronazo con Kareem Abdul-Jabbar en un rebote, llegando a los empujones hasta medio campo. En ese momento salió en defensa de Jabbar su compañero Kermit Washington, siendo golpeado por Kunnert. Aquel le devolvió el golpe, y en ese momento apareció en escena el jugador de los Rockets Rudy Tomjanovich para poner calma. Washington, con los nervios a flor de piel, le recibió con un tremendo gancho de derecha que tumbó al jugador en la pista, fracturándole la mandíbula y dejándolo inconsciente en medio de un charco de sangre. Tomjanovich tuvo que ser hospitalizado, y se llegó a temer incluso por su vida. tardaría en recuperarse 6 meses después de varias operaciones, no volviendo nunca a ser el mismo jugador. Washington fue sancionado con 25 partidos y 10000 dólares, la sanción más alta jamás impuesta hasta ese momento en la NBA.
Al término de la temporada 1977-78 se convierte en agente libre, firmando con los Boston Celtics, quienes enviaron una segunda futura ronda del draft como compensación. Pero no llegó a debutar con los Celtics, formando parte de un múltiple traspaso, que le enviaba junto con Kermit Washington y los derechos sobre Freeman Williams a San Diego Clippers, a cambio de Tiny Archibald, Marvin Barnes, Billy Knight y dos segundas futuras rondas del draft. Una de ellas acabaría siendo Danny Ainge. En los Clippers se dedicó a dar minutos de descanso a Swen Nater, el pívot titular, acabando la temporada con 6,5 puntos y 7,0 rebotes por partido. Al finalizar la misma formó parte del lote de jugadores, junto con Randy Smith, Kermit Washington y una primera ronda del draft de 1980 (Mike Gminski), que los Clippers enviaron a Portland Trail Blazers como compensación de la firma como agente libre veterano de Bill Walton por el equipo californiano.
En el equipo de Oregón jugaría tres temporadas marcadas por las constantes lesiones, que solo le permitieron jugar 94 partidos en ese periodo de tiempo. Al finalizar la temporada 1981-82 se retiró definitivamente.

## Estadísticas de su carrera en la NBA

### Temporada regular
| Temp.   | Edad | Equipo   | Liga | P   | TIT | MIN  | TC  | TCA  | %TC  | 3P  | 3PA | %3P | TL  | TLA | %TL  | R.OF. | R.DEF. | REB | ASIS | ROB | TAP | PER | FP  | PTS  |
| 1973-74 | 22   | TOTAL    | NBA  | 64  |     | 11.0 | 1.6 | 3.4  | .488 |     |     |     | 0.3 | 0.5 | .636 | 1.3   | 2.1    | 3.4 | 0.7  | 0.2 | 0.8 |     | 2.4 | 3.6  |
| 1973-74 | 22   | Buffalo  | NBA  | 39  |     | 8.7  | 1.3 | 2.6  | .485 |     |     |     | 0.3 | 0.4 | .688 | 1.1   | 1.6    | 2.7 | 0.6  | 0.1 | 0.6 |     | 2.1 | 2.8  |
| 1973-74 | 22   | Houston  | NBA  | 25  |     | 14.4 | 2.2 | 4.6  | .491 |     |     |     | 0.4 | 0.7 | .588 | 1.6   | 2.8    | 4.4 | 0.7  | 0.2 | 1.2 |     | 2.7 | 4.9  |
| 1974-75 | 23   | Houston  | NBA  | 75  |     | 24.0 | 4.6 | 9.0  | .512 |     |     |     | 1.5 | 2.3 | .686 | 2.9   | 5.6    | 8.4 | 1.4  | 0.5 | 1.1 |     | 3.0 | 10.8 |
| 1975-76 | 24   | Houston  | NBA  | 80  |     | 29.2 | 5.8 | 11.9 | .487 |     |     |     | 1.3 | 2.0 | .654 | 3.3   | 6.5    | 9.8 | 1.9  | 0.7 | 1.3 |     | 3.9 | 12.9 |
| 1976-77 | 25   | Houston  | NBA  | 81  |     | 25.3 | 4.1 | 8.5  | .486 |     |     |     | 1.1 | 1.6 | .738 | 2.6   | 5.7    | 8.3 | 1.9  | 0.4 | 1.3 |     | 4.5 | 9.4  |
| 1977-78 | 26   | Houston  | NBA  | 80  |     | 26.9 | 4.6 | 10.5 | .437 |     |     |     | 1.2 | 1.7 | .689 | 3.3   | 5.4    | 8.7 | 1.2  | 0.6 | 1.1 | 1.8 | 3.9 | 10.4 |
| 1978-79 | 27   | S. Diego | NBA  | 81  |     | 20.8 | 2.9 | 6.2  | .467 |     |     |     | 0.7 | 1.0 | .659 | 2.5   | 4.5    | 7.0 | 1.4  | 0.6 | 1.5 | 1.7 | 3.8 | 6.5  |
| 1979-80 | 28   | Portland | NBA  | 18  |     | 16.8 | 2.8 | 6.3  | .439 | 0.0 | 0.0 |     | 1.4 | 2.4 | .605 | 2.1   | 4.2    | 6.2 | 1.6  | 0.4 | 1.2 | 2.3 | 3.3 | 7.0  |
| 1980-81 | 29   | Portland | NBA  | 55  |     | 15.3 | 1.8 | 3.9  | .468 | 0.0 | 0.0 |     | 0.8 | 1.0 | .778 | 1.8   | 3.4    | 5.2 | 1.2  | 0.3 | 0.6 | 0.9 | 2.6 | 4.4  |
| 1981-82 | 30   | Portland | NBA  | 21  | 0   | 11.3 | 1.0 | 2.3  | .417 | 0.0 | 0.0 |     | 0.4 | 0.8 | .529 | 1.0   | 2.2    | 3.1 | 0.9  | 0.1 | 0.3 | 0.9 | 2.4 | 2.3  |
| Total   |      |          | NBA  | 555 | 0   | 21.8 | 3.6 | 7.7  | .476 | 0.0 | 0.0 |     | 1.0 | 1.5 | .682 | 2.5   | 4.8    | 7.3 | 1.4  | 0.5 | 1.1 | 1.5 | 3.5 | 8.3  |

### Playoffs
| Temp. | Edad | Equipo   | Liga | P  | MIN | TCA | TC  | 3PA | 3P | TLA | TL | R.OF. | REB | ASIS | ROB | TAP | PER | FP | PTS | %TC  | %3P  | %FT  | MIN  | PTS  | REB | AST |
| 1975  | 23   | Houston  | NBA  | 8  | 244 | 35  | 81  |     |    | 17  | 26 | 11    | 60  | 12   | 4   | 13  |     | 37 | 87  | .432 |      | .654 | 30.5 | 10.9 | 7.5 | 1.5 |
| 1977  | 25   | Houston  | NBA  | 12 | 328 | 51  | 104 |     |    | 12  | 23 | 48    | 107 | 14   | 2   | 8   |     | 51 | 114 | .490 |      | .522 | 27.3 | 9.5  | 8.9 | 1.2 |
| 1981  | 29   | Portland | NBA  | 3  | 43  | 5   | 10  | 0   | 1  | 1   | 4  | 2     | 9   | 1    | 1   | 0   | 3   | 7  | 11  | .500 | .000 | .250 | 14.3 | 3.7  | 3.0 | 0.3 |
| Total |      |          | NBA  | 23 | 615 | 91  | 195 | 0   | 1  | 30  | 53 | 61    | 176 | 27   | 7   | 21  | 3   | 95 | 212 | .467 | .000 | .566 | 26.7 | 9.2  | 7.7 | 1.2 |